# Джорджина (місто)
Джорджі́на (англ. Georgina) — містечко в провінції Онтаріо у Канаді.  Джорджіна розташована над озером Сімко в південно-центральному Онтаріо в Регіональному муніципалітеті Йорк та налічує 42 346 мешканців (2006).

## Особливості
- Озеро Сімко — (англ. Lake Simcoe)